# سجن المدينين

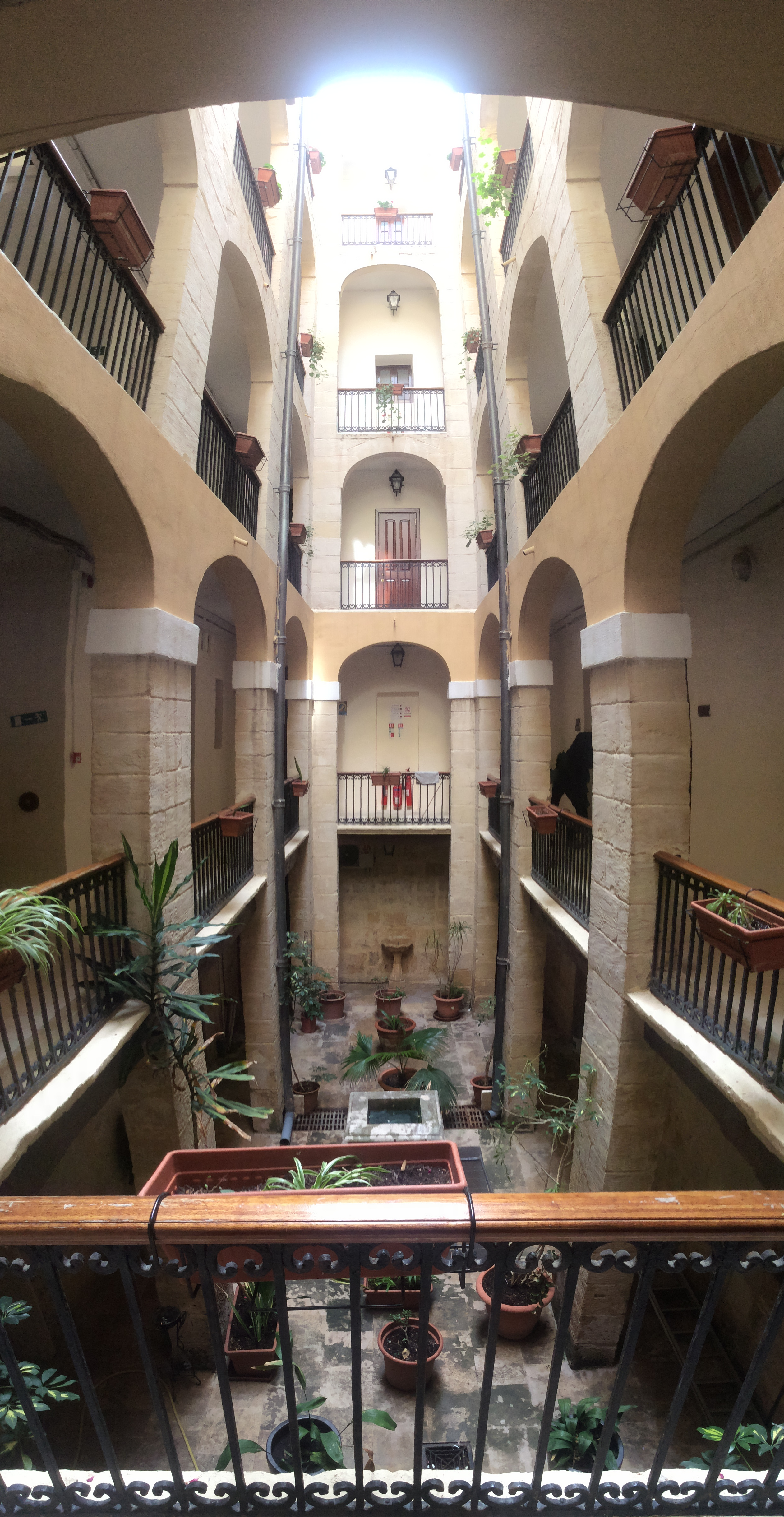
سجن من القرن الثامن عشر في فاليتا، مالطا حاليا

سجن المدينين هو سجن لشخص طبيعي غير قادر على دفع دينه. في منتصف القرن التاسع عشر، كان سجن المدينين طريقة شائعة للتعامل مع الديون غير المدفوعة في أماكن مثل أوروبا الغربية. كان الناس المعدمون غير القادرين على دفع الحكم القضائي يودعون في هذه السجون حتى يعملوا بما يوازي ديونهم من خلال الأشغال أو ضمان أموال من الخارج لدفع ما عليهم. كانت نتائج أشغالهم تذهب في كل من قيمة إيداعهم السجن وديونهم المستحقة.
منذ نهاية القرن العشرين، استخدم ناقدو أنظمة العدالة الجنائية مصطلح سجن المدينين أحيانا إذ تحكم المحكمة على شخص ما بالسجن بسبب إجراء جنائي غير مدفوع عادة بعد حكم من القاضي. على سبيل المثال، في بعض السلطات القضائية في الولايات المتحدة، يمكن احتجاز الناس في سجن المحكمة وإيداعهم السجن عند رفض دفع نفقة الأطفال أو تعليق الراتب أو المصادرات أو الغرامات أو الضرائب المتأخرة. بالإضافة إلى ذلك، على الرغم من أن الواجبات المدنية التامة بخصوص الديون الخاصة في أمم مثل الولايات لمتحدة ستؤدي إلى إتمام الأحكام المبدئية في محاكمات غيابية إذا رفض المدعي بإرادته تطبيق القانون، إلا أن عددا كبيرا من المدينين سيودعون السجن لجريمة الفشل في الظهور في عملية دين مدنية كما أمر بها القاضي. في هذه الحالة، لا تكون الجريمة فقرا، وإنما عصيان لأوامر القاضي بالظهور في المحكمة. يجادل النقاد بأن مصطلح «بإرادته» يخضع لعقل المذنب الذي يحدده القاضي، ولأن هذا يقدم إمكانية إيداع القاضي لأفراد معدومين، فإن هذا يعتبر نظام «سجن مدينين» حقيقي.

## التاريخ

### أوروبا في العصور الوسطى
أثناء العصور الوسطى في أوروبا، كان يتم القبض على المدينين رجالا كانوا أم نساء ويودعون زنزانة واحدة كبيرة حتى تدفع عائلاتهم ديونهم. عادة ما كان المدينون يموتون من الأمراض المنقولة من المدينين المسجونين الآخرين. كانت الأوضاع تتضمن الجوع والانتهاك من المسجونين الآخرين. إذا قُبض على رب الأسرة بسبب دينه، كان عمل العائلة يعاني بينما يقع الأطفال والأم في الفقر. إذا لم يتمكن رب الأسرة من دفع ديونه، فإنه يبقى في السجن عدة سنوات. كان بعض المسجونين يطلق سراحهم ليصبحوا عبيدا أو خدما حتى يدفعوا ما عليهم من ديون بأشغالهم.